# Anthopleura stellula
Anthopleura stellula is een zeeanemonensoort uit de familie Actiniidae. Anthopleura stellula werd in 1834 is voor het eerst wetenschappelijk beschreven door Hemprich & Ehrenberg in Ehrenberg. Het wordt gevonden in de Indische Oceaan en de Rode Zee, en is ongewoon onder zeeanemonen omdat het zichzelf transversaal in tweeën kan delen.

## Biologie
Transversale deling van Anthopleura stellula is geen gebruikelijke methode van ongeslachtelijke voortplanting bij zeeanemonen, maar treedt meestal op als reactie op stress, bijvoorbeeld wanneer een anemoon een verlaging van het zoutgehalte ervaart. Deze deling houdt in dat het dier een transversale vernauwing vormt voordat het zichzelf in tweeën wordt gedeeld, waarbij het mond-gedeelte een nieuwe pedaalschijf laat groeien en het basale gedeelte een nieuwe mondschijf en keelholte ontwikkelt. Er zijn een paar andere zeeanemonen, zoals Gonactinia prolifera, die zich op deze manier kunnen delen, en het zijn allemaal vrij kleine, primitieve zeeanemonen met eenvoudige interne structuren. Interne reorganisatie begint vaak voordat het deelproces begint. Tijdens het deelproces vindt halverwege de kolom een inkeping plaats, beginnen zich onder de vernauwing nieuwe tentakels te ontwikkelen en scheiden de twee delen zich.